# Ванесса Марано
Ванесса Ніколь Марано (англ. Vanessa Nicole Marano; нар. 31 жовтня 1992 року, Лос-Анджелес) — американська акторка. Знімалася в телевізійних фільмах та серіалах «Без сліду», «Дівчата Гілмор», «Та, що говорить з привидами», «Молоді та зухвалі». Із липня 2011 року бере участь у зйомках серіалу «Переплутані».

## Біографія
Народилася в Лос-Анджелесі, США. Її творчому розвитку допомагала мати, яка керувала дитячим театром «Agoura Hills», де Ванесса грала вже з 7 років, а також знімалася в рекламних роликах. Надалі вона бере участь у постановках театру «Stage Door Theater»; її перші помітні ролі на телебаченні — старша донька Джека Мелоун в поліцейському серіалі «Без сліду» (англ. Without a Trace, 2002—2009), прийомна донька головної героїні серіалу «Повернення» (англ. The Comeback, 2005) та Ейпріл Нардіні в «Дівчатах Гілмор» (2005—2007).
Марано також втілила Лейн Ебелей у «Противостоянні» (на основі книги Лізи Гаррісон) і Саманту Комбс у «Dear Lemon Lima». Зіграла у серіалі «Молоді та зухвалі» («англ. The Young and the Restless», 2008—2010), у «Негідниках»(«англ. Scoundrels», 2010). Найбільш успішним для неї став серіал «Переплутані» (англ. Switched at Birth, 2011—2015).
У дитинстві вона часто з'являлася на сцені разом зі своєю сестрою Лорою Марано, також акторкюю. Окрім англійської, Марано також розмовляє італійською.

## Фільмографія
| Рік       |   | Українська назва              | Оригінальна назва              | Роль                                  |
| --------- | - | ----------------------------- | ------------------------------ | ------------------------------------- |
| 2002—2009 | с | Без сліду                     | Without a Trace                | Ханна Мелоун (12 серій)               |
| 2003      | ф | Передишка                     | Easy                           | маленька Джеймі (в титрах не вказана) |
| 2004      | ф | Історія Брук Еллісон          | The Brooke Ellison Story       | маленька Брук Еллісон                 |
| 2004      | с | Основа для життя              | Grounded for Life              | Лексі (1 серія)                       |
| 2005      | с | Клієнт завжди мертвий         | Six Feet Under                 | Тейт Паскезе (2 серії)                |
| 2005      | с | Повернення                    | The Comeback                   | Франческа (12 серій)                  |
| 2005      | с | Малкольм у центрі уваги       | Malcolm in the Middle          | Джина (1 серія)                       |
| 2005—2007 | с | Дівчата Гілмор                | Gilmore Girls                  | Ейпріл Нардіні (13 серій)             |
| 2007      | ф | Пекло на Землі                | Hell on Earth                  | Шеллі                                 |
| 2008      | с | Міс Управляемая               | Miss Guided                    | Келлі (1 серія)                       |
| 2008      | с | Шукачка                       | The Closer                     | Тереза Монро (1 серія)                |
| 2008      | с | Та, що говорить з привидами   | Ghost Whisperer                | Еліс Джонс (1 серія)                  |
| 2008—2010 | с | Молоді та зухвалі             | The Young and the Restless     | Еден Геррік (59 серій)                |
| 2008      | ф | Протистояння                  | The Clique                     | Лейн Ейблі                            |
| 2008      | ф |                               | Man of Your Dreams             | Майя                                  |
| 2009      | с | Довірся мені                  | Trust Me                       | Хейлі (5 серій)                       |
| 2009      | ф | Любий лимонний Ліма           | Dear Lemon Lima                | Саманта Комбс                         |
| 2009—2011 | с | Декстер                       | Dexter                         | Ребекка Мітчелл (6 серій)             |
| 2010      | с | Медіум                        | Medium                         | Дженніфер Віттен (2 серії)            |
| 2010      | с | Негідники                     | Scoundrels                     | Хоуп Вест (8 серій)                   |
| 2010      | с | Батьки                        | Parenthood                     | Холлі (1 серія)                       |
| 2010      | с | Одружися зі мною              | Marry Me                       | Імоген Хікс                           |
| 2010      | с | Минуле життя                  | Past Life                      | Сьюзан (1 серія)                      |
| 2011      | с | Приватна практика             | Private Practice               | Кейсі (1 серія)                       |
| 2011      | с | Незаймані, стережіться        | Love Bites                     | Беккі Лернер (1 серія)                |
| 2011      | с | CSI: Місце злочину            | CSI: Crime Scene Investigation | Саманта Кафферті (1 серія)            |
| 2011—2015 | с | Переплутані                   | Switched at Birth              | Бей Меделін Кенніш (83 серії)         |
| 2012      | с | Анатомія Грей                 | Grey's Anatomy                 | Холлі Вілер (1 серія)                 |
| 2012      | ф | Донька Свого Батька           | Your Father's Daughter         | Люсіана                               |
| 2013      | ф | Таємне життя мужланів         | The Secret Lives of Dorks      | Саманта                               |
| 2013      | ф | Зухвалі незаймані             | Restless Virgins               | Емілі                                 |
| 2013      | ф |                               | Love Somebody                  | Кіт                                   |
| 2014      | ф |                               | Senior Project                 | Сем                                   |
| 2014      | с | Морська поліція: Новий Орлеан | NCIS:New Orleans               | Наталі (1 серія)                      |